# 英語一分鐘
《英語一分鐘》（英語：One Minute's English）是由香港電台電視部製作，由劉家傑主持，以每天一分鐘的形式的電視教育資訊節目，於1992－1996年製作及播出。1996年8月播放完畢後，香港電台隨即播放同類語文教育資訊節目《中文一分鐘》。

## 節目內容
節目以每日一分鐘的形式，為觀眾講解英語的習慣用法、字詞應用、發音規範等，同時指出香港人對英語的各種錯誤觀念、常犯錯誤與陋習，並引申出學習英語時常見的問題。
節目逢星期一至五於翡翠台與本港台播出，並於香港電台第一台、香港電台第二台、香港電台第五台播出聲音版本。逢星期六「週末重溫」，讓觀眾重溫該週五天所播出的內容。
本電視教育資訊節目是由恆生銀行及快譯通贊助，香港電台電視部製作，由1992年8月開始播出至1996年8月，共播出1055集:8。

## 延續
2000年，語文教育及研究常務委員會轄下的「職業英語運動」項目曾與香港電台合作，再度製作《英語一分鐘》（但在香港電台出版的《電視節目資料庫1973-2003》則記載2000年的節目為《一分鐘英語》，共130集:6），介紹不同工作環境所用到的職業英語，形式改為戲劇、模仿紀錄片及MV等手法，並由不同藝人主持及演出。

## 其他重播途徑
節目剛開始播出時，曾有報道指廣州電視台正洽談播映權。
2000年代初曾於路訊通播出。
2000年代中期，電訊品牌3香港（3G網絡時期）的手機視像內容頻道「消閒一族」提供此節目的下載。

## 軼聞
節目剛開始播出時，廣播處處長張敏儀表示看過此節目，才知道自己說Moonlight時一直犯了輕重讀位置不對的錯誤。
1993年起，電子詞典品牌快譯通與好易通於香港市場競爭，當時劉家傑因主持《一分鐘英語》曝光率高、英語權威形象深入民心，被快譯通邀為代言人，好易通則起用藝人鄭裕玲為代言人。
2022年，有網民發現女藝人楊采妮早年身穿中學校服為此節目進行英語示範的片段，引起關注。

## 同類型香港電台節目
- 1997年：《分分鐘英語》，由劉家傑主持[3]:6
- 1999年：《英語遊蹤》，由劉家傑、李樂詩主持[3]:8
- 反斗英語系列：
  - 2000年：《反斗英語》，由黃子雄、劉以達主持[3]:6
  - 2010年：《反斗英語2010》，由Soler主持
  - 2011年：《反斗英語2011》，由Soler、泰山、梁頌康、林二汶主持
  - 2017年：《反斗英語2017》，由Soler主持

## 外部連結
- 香港電台劉家傑版本《英語一分鐘》網上重溫 （页面存档备份，存于）
- 香港電台劉家傑英語一分鐘 第一輯 1992年8月-93年8月 （页面存档备份，存于）
- 香港電台劉家傑英語一分鐘 第二輯 1993年8月-94年8月 （页面存档备份，存于）
- 香港電台劉家傑英語一分鐘 第三輯 1994年8月-95年8月 （页面存档备份，存于）
- 香港電台劉家傑英語一分鐘 第四輯 1995年8月-96年8月 （页面存档备份，存于）